# فيليب كلير
فيليب كلير (بالفرنسية: Philippe Clair)‏ هو كاتب سيناريو ومخرج وممثل فرنسي، ولد في 14 سبتمبر 1930 في المغرب.

## وصلات خارجية
- فيليب كلير على موقع IMDb (الإنجليزية)
- فيليب كلير على موقع ألو سيني (الفرنسية)
- فيليب كلير على موقع ميوزك برينز (الإنجليزية)
- فيليب كلير على موقع أول موفي (الإنجليزية)
- فيليب كلير على موقع قاعدة بيانات الأفلام السويدية (السويدية)
- فيليب كلير على موقع ديسكوغز (الإنجليزية)
- فيليب كلير على موقع قاعدة بيانات الفيلم (الإنجليزية)
- فيليب كلير على موقع كينوبويسك (الروسية)